# ダニエル・マニング

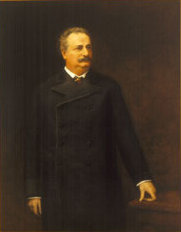
ダニエル・マニング

ダニエル・マニング（Daniel Manning, 1831年5月16日 - 1887年12月24日）は、アメリカ合衆国の実業家、政治家。1885年から1887年まで、グロバー・クリーブランド大統領の下で財務長官を務めた。

## 生涯
1831年、マニングはニューヨーク州オールバニで誕生した。マニングはオールバニの公立学校に入学したが、家計を支えるために11歳で学校を中退しオールバニの新聞社アトラスに入社した（1856年にアルゴス社と合併）。その後マニングは1865年にアルゴス社の編集長となり、1873年にアルゴス社の社長となった。また同じく1873年には、オールバニの国立商業銀行総裁に指名された。
マニングは民主党の党員であり、ニューヨーク州知事サミュエル・ティルデンのよき友人でもあった。マニングは1881年にニューヨーク州民主党大会の代表に就任し、1886年までその職を務めた。また1882年から1884年までは党大会の議長も務めた。
その後マニングはティルデンの口利きにより1885年にグロバー・クリーブランド大統領から財務長官に任命された。就任直後は大きな批判があったものの、優秀な大統領の助言者として高い評価を受けた。しかしながらマニングは財務長官として大きな緊張を強いられ、1887年4月に健康的理由により財務長官を辞任した。そして同年5月、マニングはオールバニにおいて動脈瘤が原因で死去した。マニングの遺体はニューヨーク州メナンズのオールバニ田園墓地に埋葬された。

## 業績
マニングは1885年3月8日から1887年3月31日まで、アメリカ合衆国財務長官を務めた。マニングは財務長官として、財務省の流動資産の増大と金の確保に主眼を置き、保守的な経済政策を執った。また関税の引き下げを支持し、クリーブランド大統領に数多くの提言を行った。
またマニングは、合衆国の緊急課題であった政府通貨の発行にも取り組んだ。当時の合衆国ではいかにして多くの資金を市中に流通させるかが問題となっており、そのため政府通貨に金や銀との兌換を保証する必要があった。これは鉄道網の建設や未開拓地域への進出により大きな貨幣供給を必要とした西部の投機化が銀の兌換を求めており、その一方で保守的な東部の投機化が金の兌換を望んでいたためであった。
マニングは政府通貨の問題に対し、財務省が発行するあらゆるドル紙幣およびドル硬貨はいつでも金や銀と交換できるべきであると主張し、金と銀の両方に本位通貨とする貨幣制度への移行を提言した。マニングは健康的理由により2年で財務長官を辞任したが、マニングのこの考えは後任のチャールズ・フェアチャイルドやウィリアム・ウィンダムにも継承された。そしてウィンダム長官時代の1890年、一般市場における銀の売買を許可するシャーマン銀購入法が制定された。
マニングの業績を称えて、1890年から1919年までに発行された20ドル銀証券の表面には、マニングの肖像画が採用された。